# Hubert Auriol
Hubert Auriol (Adís Abeba, 7 de junio de 1952-Garches, 10 de enero de 2021) fue un piloto de rallies francés-etíope. Fue el primer piloto en conseguir ganar el Rally Dakar en las categorías de motocicletas y automóviles.

## Biografía
Comenzó a participar en pruebas de motocross en 1973. Desde 1979 hasta 1994, Auriol participó en el Rally Dakar, participando en nueve ocasiones a los mandos de una motocicleta y en siete ocasiones con un automóvil. En la categoría de dos ruedas, ganó en 1981 y 1983 con una BMW y fue segundo en 1984. Tras romperse los dos tobillos en la penúltima etapa de la edición de 1987, cuando iba líder de la clasificación general, cambió de especialidad y en 1988 participó con un Mitsubishi Motors, pasando luego a pilotar por Citroën, coche con el cual ganó en 1992, con un Mitsubishi Pajero.
En 1994, se unió a la organización del Rally Dakar, liderándola desde 1995 a 2004, año en que fue sustituido por Patrick Zaniroli.
En 2006, impulsó la creación del raid "Leyenda de los Héroes", de trayecto muy similar al clásico París-Dakar. En 2008, tras la cancelación del Rally Dakar, el piloto anunció a los medios de comunicación que mantendría la disputa de este rally, al tratarse de trayectos diferentes a través de Mauritania.
En 2007, presentó una nueva propuesta de raid en motocicleta en Argelia, conocida como L'Algeraid.
Tras la suspensión del Rally Dakar de 2008 por amenazas terroristas, Auriol se embarcó en el proyecto de la creación de un nuevo rally raid a disputarse en África, Africa Race, cuya primera edición se celebró en el invierno 2008-2009. Aunque creador e impulsor de esta idea, luego tuvo que verse obligado a relegar su puesto de organizador al también expiloto francés y ganador del Rally Dakar René Metge, por motivos legales.
Falleció el 10 de enero de 2021 a causa de un accidente cardiovascular a los 68 años.

## Resultados

### Rally Dakar
| Año     | Clase | Vehículo    | Posición | Etapas |
| ------- | ----- | ----------- | -------- | ------ |
| 1979    | Motos | Yamaha      | 12.º     | -      |
| 1980    | Motos | BMW         | Ret.     | 3      |
| 1981    | Motos | BMW         | 1.º      | 3      |
| 1982    | Motos | BMW         | Ret.     | -      |
| 1983    | Motos | BMW         | 1.º      | 4      |
| 1984    | Motos | BMW         | 2.º      | 9      |
| 1985    | Motos | Cagiva      | 8.º      | 1      |
| 1986    | Motos | Cagiva      | Ret.     | -      |
| 1987    | Motos | Cagiva      | Ret.     | 4      |
| 1988    | Autos | Buggy       | Ret.     | -      |
| 1989    | Autos | Buggy       | 41.º     | -      |
| 1990    | Autos | Buggy       | Ret.     | -      |
| 1991    | Autos | Lada Samara | 5.º      | 2      |
| 1992    | Autos | Mitsubishi  | 1.º      | 3      |
| 1993    | Autos | Citroen     | 3.º      | 2      |
| 1994    | Autos | Citroen     | 2.º      | 6      |
| 2006    | Autos | Isuzu       | Ret.     | -      |
| Fuente: |       |             |          |        |